# Хоки (нэнго)
Хоки (яп. 宝亀 хо:ки, драгоценная черепаха) — девиз правления (нэнго) японского императора Конин с 770 по 781 год .

## Продолжительность
Начало и конец эры:
- 1-й день 10-й луны 4-го года Дзинго-кэйун (по юлианскому календарю — 23 октября 770 года);
- 1-й день 1-й луны 12-го года Хоки (по юлианскому календарю — 30 января 781 года).

## Происхождение
Название нэнго было заимствовано из классического древнекитайского сочинения Ли цзи:「青黒緑者、天子之宝亀也」.

## События
- 28 августа 779 год (7-я луна 10-го года Хоки) — в возрасте 48 лет умер Фудзивара-но Мотокава[6];
- 780 год (11-й год Хоки) — восстание айнов региона Тохоку (яп. 宝亀の乱);
- 781 год (4-я луна 12-го года Хоки) — император Конин отрёкся от престола в пользу своего сына, который позже станет известен как император Камму[7];
- 781 год (12-я луна 12-го года Хоки) — в возрасте 73 лет скончался бывший император Конин[8].

## Сравнительная таблица
Ниже представлена таблица соответствия японского традиционного и европейского летосчисления. В скобках к номеру года японской эры указано название соответствующего года из 60-летнего цикла китайской системы гань-чжи. Японские месяцы традиционно названы лунами.
| 1-й год Хоки (Металлическая Собака)    | 1-я луна*      | 2-я луна   | 3-я луна* | 4-я луна*              | 5-я луна  | 6-я луна*              | 7-я луна*  | 8-я луна    | 9-я луна*              | 10-я луна  | 11-я луна  | 12-я луна              |               |
| -------------------------------------- | -------------- | ---------- | --------- | ---------------------- | --------- | ---------------------- | ---------- | ----------- | ---------------------- | ---------- | ---------- | ---------------------- | ------------- |
| Юлианский календарь                    | 1 февраля 770  | 2 марта    | 1 апреля  | 30 апреля              | 29 мая    | 28 июня                | 27 июля    | 25 августа  | 24 сентября            | 23 октября | 22 ноября  | 22 декабря             |               |
| 2-й год Хоки (Металлическая Свинья)    | 1-я луна*      | 2-я луна   | 3-я луна  | 3-я луна* (високосная) | 4-я луна* | 5-я луна               | 6-я луна*  | 7-я луна*   | 8-я луна               | 9-я луна*  | 10-я луна  | 11-я луна              | 12-я луна*    |
| Юлианский календарь                    | 21 января 771  | 19 февраля | 21 марта  | 20 апреля              | 19 мая    | 17 июня                | 17 июля    | 15 августа  | 13 сентября            | 13 октября | 11 ноября  | 11 декабря             | 10 января 772 |
| 3-й год Хоки (Водяная Крыса)           | 1-я луна       | 2-я луна   | 3-я луна* | 4-я луна               | 5-я луна* | 6-я луна               | 7-я луна*  | 8-я луна*   | 9-я луна               | 10-я луна* | 11-я луна  | 12-я луна              |               |
| Юлианский календарь                    | 8 февраля 772  | 9 марта    | 8 апреля  | 7 мая                  | 6 июня    | 5 июля                 | 4 августа  | 2 сентября  | 1 октября              | 31 октября | 29 ноября  | 29 декабря             |               |
| 4-й год Хоки (Водяной Бык)             | 1-я луна*      | 2-я луна   | 3-я луна* | 4-я луна               | 5-я луна  | 6-я луна*              | 7-я луна   | 8-я луна*   | 9-я луна               | 10-я луна* | 11-я луна* | 11-я луна (високосная) | 12-я луна     |
| Юлианский календарь                    | 28 января 773  | 26 февраля | 28 марта  | 26 апреля              | 26 мая    | 25 июня                | 24 июля    | 23 августа  | 21 сентября            | 21 октября | 19 ноября  | 18 декабря             | 17 января 774 |
| 5-й год Хоки (Деревянный Тигр)         | 1-я луна*      | 2-я луна   | 3-я луна* | 4-я луна               | 5-я луна* | 6-я луна               | 7-я луна   | 8-я луна*   | 9-я луна               | 10-я луна* | 11-я луна* | 12-я луна              |               |
| Юлианский календарь                    | 16 февраля 774 | 17 марта   | 16 апреля | 15 мая                 | 14 июня   | 13 июля                | 12 августа | 11 сентября | 10 октября             | 9 ноября   | 8 декабря  | 6 января 775           |               |
| 6-й год Хоки (Деревянный Кролик)       | 1-я луна*      | 2-я луна   | 3-я луна* | 4-я луна               | 5-я луна  | 6-я луна*              | 7-я луна   | 8-я луна    | 9-я луна*              | 10-я луна  | 11-я луна* | 12-я луна              |               |
| Юлианский календарь                    | 5 февраля 775  | 6 марта    | 5 апреля  | 4 мая                  | 3 июня    | 3 июля                 | 1 августа  | 31 августа  | 30 сентября            | 29 октября | 28 ноября  | 27 декабря             |               |
| 7-й год Хоки (Огненный Дракон)         | 1-я луна*      | 2-я луна*  | 3-я луна  | 4-я луна*              | 5-я луна  | 6-я луна*              | 7-я луна   | 8-я луна    | 8-я луна* (високосная) | 9-я луна   | 10-я луна  | 11-я луна*             | 12-я луна     |
| Юлианский календарь                    | 26 января 776  | 24 февраля | 24 марта  | 23 апреля              | 22 мая    | 21 июня                | 20 июля    | 19 августа  | 18 сентября            | 17 октября | 16 ноября  | 16 декабря             | 14 января 777 |
| 8-й год Хоки (Огненная Змея)           | 1-я луна*      | 2-я луна   | 3-я луна* | 4-я луна*              | 5-я луна  | 6-я луна*              | 7-я луна*  | 8-я луна    | 9-я луна               | 10-я луна  | 11-я луна* | 12-я луна              |               |
| Юлианский календарь                    | 13 февраля 777 | 14 марта   | 13 апреля | 12 мая                 | 10 июня   | 10 июля                | 8 августа  | 6 сентября  | 6 октября              | 5 ноября   | 5 декабря  | 3 января 778           |               |
| 9-й год Хоки (Земляная Лошадь)         | 1-я луна       | 2-я луна*  | 3-я луна  | 4-я луна               | 5-я луна* | 6-я луна*              | 7-я луна*  | 8-я луна*   | 9-я луна               | 10-я луна  | 11-я луна  | 12-я луна*             |               |
| Юлианский календарь                    | 2 февраля 778  | 4 марта    | 2 апреля  | 2 мая                  | 1 июня    | 30 июня                | 29 июля    | 27 августа  | 25 сентября            | 25 октября | 24 ноября  | 24 декабря             |               |
| 10-й год Хоки (Земляная Коза)          | 1-я луна       | 2-я луна   | 3-я луна* | 4-я луна               | 5-я луна* | 5-я луна* (високосная) | 6-я луна*  | 7-я луна    | 8-я луна*              | 9-я луна   | 10-я луна  | 11-я луна              | 12-я луна     |
| Юлианский календарь                    | 22 января 779  | 21 февраля | 23 марта  | 21 апреля              | 21 мая    | 19 июня                | 18 июля    | 16 августа  | 15 сентября            | 14 октября | 13 ноября  | 13 декабря             | 12 января 780 |
| 11-й год Хоки (Металлическая Обезьяна) | 1-я луна*      | 2-я луна   | 3-я луна* | 4-я луна*              | 5-я луна  | 6-я луна*              | 7-я луна*  | 8-я луна    | 9-я луна*              | 10-я луна  | 11-я луна  | 12-я луна              |               |
| Юлианский календарь                    | 11 февраля 780 | 11 марта   | 10 апреля | 9 мая                  | 7 июня    | 7 июля                 | 5 августа  | 3 сентября  | 3 октября              | 1 ноября   | 1 декабря  | 31 декабря             |               |
| 12-й год Хоки (Металлический Петух)    | 1-я луна*      | 2-я луна   | 3-я луна* | 4-я луна               | 5-я луна* | 6-я луна               | 7-я луна*  | 8-я луна*   | 9-я луна               | 10-я луна* | 11-я луна  | 12-я луна*             |               |
| Юлианский календарь                    | 30 января 781  | 28 февраля | 30 марта  | 28 апреля              | 28 мая    | 26 июня                | 26 июля    | 24 августа  | 22 сентября            | 22 октября | 20 ноября  | 20 декабря             |               |

* звёздочкой отмечены короткие месяцы (луны) продолжительностью 29 дней. Остальные месяцы длятся 30 дней.